# Notre Charge Apostolique
Notre Charge Apostolique (Frans voor onze apostolische opdracht) is een pauselijke encycliek van Pius X, die werd uitgevaardigd op 15 augustus 1910. Met de encycliek verwerpt de paus de socialistische doctrines van de Le Sillon-beweging van Marc Sangnier.
Pius X stelt dat de sillonisten alle sociale verschillen willen opheffen en "een wereldkerk" willen creëren door zich bij de "ongelovigen" te voegen. De paus benadrukte dat voor katholieken sociale gerechtigheid betekent dat men in de nood van zowel de rijken als de armen voorziet. De sillonisten, zo stelt hij, accepteren niet dat autoriteit van God komt.